# Robson Green
Robson Golightly Green (ur. 18 grudnia 1964 w Hexham) – brytyjski aktor, piosenkarz, autor tekstów, wędkarz i prezenter telewizyjny.

## Życiorys

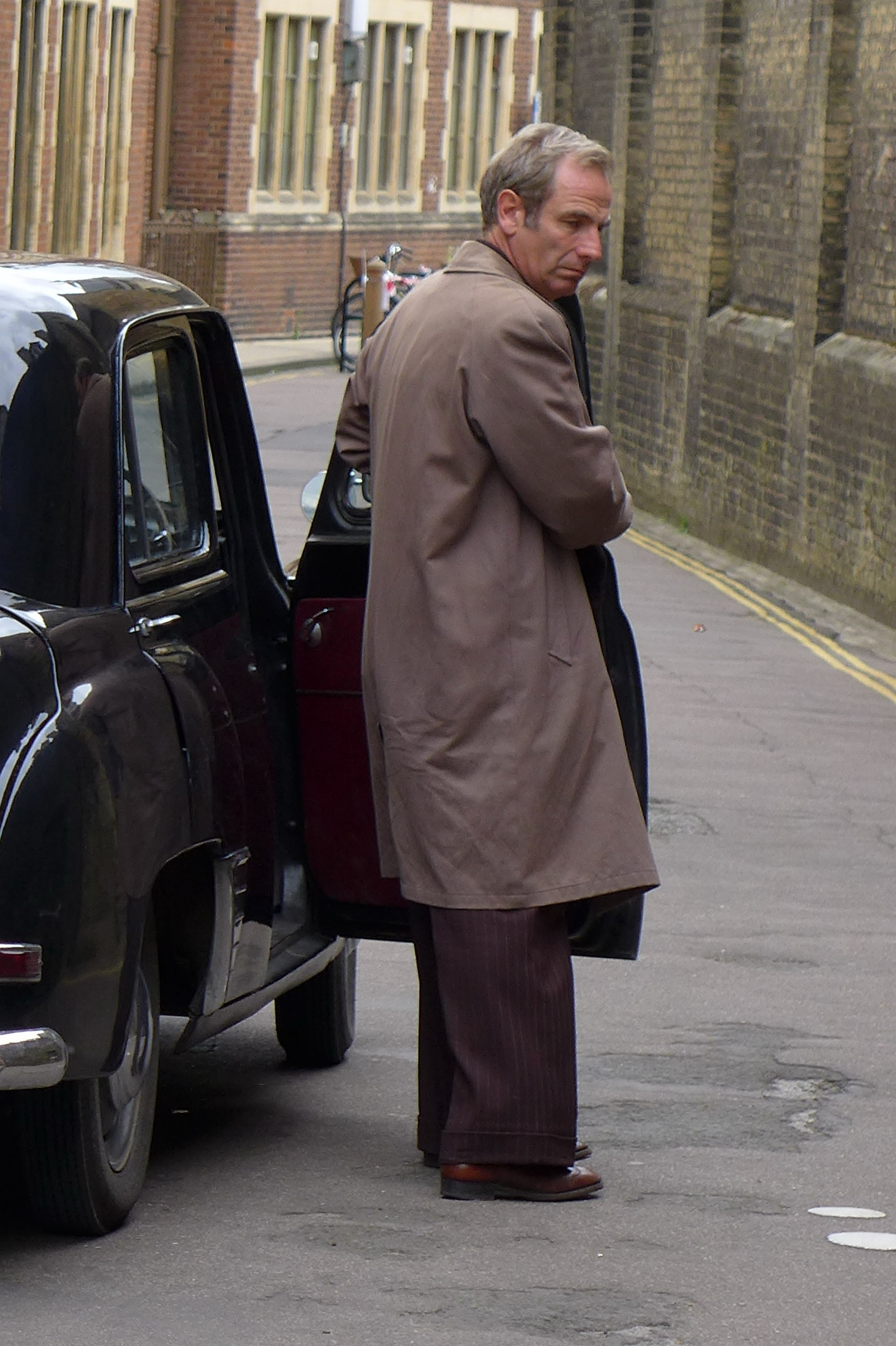
Robson Green (2015)

Urodził się w Hexham jako jedyny syn Ann Green i Robsona Greena. Jego ojciec był górnikiem, a jego matka była sprzątaczką i sklepikarką. Dorastał wraz z dwiema siostrami Dawn i Joanną w Dudley, małym miasteczku przemysłowym w North Tyneside, w hrabstwie Tyne and Wear, gdzie jego ojciec pracował w kopalni węgla.
Początkowo wiązał swoją przyszłość z Royal Air Force i Air Training Corps (ATC). W 1982 grał na gitarze w zespole Solid State. Spędzał wieczory Backworth Drama Centre i występował w szkolnych produkcjach. Mając siedemnaście lat przyłączył się do RAF, na statku myśliwskim Swan Hunters jako rysownik techniczny, okazjonalnie dorabiał jako zawodowy bokser. Po dwóch latach uczył się aktorstwa przy Backworth pod kierunkiem reżysera Maxa Robertsa. Odnosił sukcesy z lokalną grupą muzyczną The Workie Tickets.
Pojawił się w filmie krótkometrażowym Amber Films Shields Stories (1988) oraz dramacie telewizyjnym BBC Noc na Tyne (A Night on the Tyne, 1989). Wystąpił gościnnie w roli Jimmy'ego Powella w dwóch odcinkach serialu BBC Casualty (1989, 1992). Rola żołnierza Dave'a Tuckera w ośmiu odcinkach serialu Żołnierz, żołnierz (Soldier Soldier, 1991–95) przyniosła mu nagrodę National Television Award. Za rolę oficera policji D.I. Dave'a Creegana w miniserialu ITV Dotykanie zła (Touching Evil, 1997) został dwukrotnie uhonorowany nagrodą TV Quick.
Sławę w wielu krajach świata zdobył kreacją psychologa klinicznego doktora Tony'ego Hilla w telewizyjnym miniserialu ITV Żądza krwi (Wire in the Blood, 2002–2008).
Razem z Jerome Flynn nagrał płytę Unchained Melody/White Cliffs of Dover, która sprzedała się w ilości 1,9 mln sztuk w Wielkiej Brytanii.
Był żonaty z Alison Ogilvie (od 22 czerwca 1991 do 1999). W 2001 roku ponownie się ożenił z Vanyą Seager. Mają syna Taylora Robsona (ur. 29 kwietnia 2000).

## Filmografia

### Filmy fabularne
- 1988: Shields Stories jako Derek
- 1989: A Night on the Tyne jako Dudley
- 1998: Reckless: The Sequel (TV) jako Owen Springer
- 2002: Me & Mrs Jones jako Liam Marple
- 2003: Miłość ponad wszystko (TV) jako Pete Gray

### Seriale telewizyjne
- 1989–1992: Na sygnale jako Jimmy Powell
- 1991–1995: Żołnierz Żołnierz (Soldier Soldier) jako fizylier Dave Tucker
- 1997: Reckless jako Owen Springer
- 1997–1999: Dotyk zła (Touching Evil) jako D.I. Dave Creegan
- 2002–2008: Żądza krwi jako dr Tony Hill
- 2011: Waterloo Road jako Rob Scotcher
- 2011: Być człowiekiem jako McNair
- 2013–2015: Kontra: Operacja Świt jako podpułkownik Philip Locke
- 2014–: Grantchester jako Geordie Keating

## Dyskografia

### Albumy
- 1995: Robson & Jerome Wielka Brytania #1
- 1996: Take Two Wielka Brytania #1
- 1997: Happy Days: The Best of Robson & Jerome Wielka Brytania #20

### Single
- 1995: „Unchained Melody/White Cliffs Of Dover” Wielka Brytania #1
- 1995: „I Believe/Up on the Roof” Wielka Brytania #1
- 1996: „What Becomes of the Brokenhearted/Saturday Night At The Movies/You'll Never Walk Alone” Wielka Brytania #1